# Muhiddin Dürrüoğlu-Demiriz
Muhiddin Dürrüoğlu-Demiriz   (1969) Compositor i pianista de música simfònica turca.
L'artista viu a Bèlgica i treballa al Reial Conservatori de Brussel·les.
Va néixer el 1969 a Gerede. El 1979-1982 va prendre classes particulars de piano de Kemal İlerici. El 1980 va ingressar al Conservatori Estatal d'Ankara. El 1983, va completar la seva formació universitària de 4 anys als 18 anys com a estudiant de Kamuran Gündemir i Ersin Onay al piano i la composició amb İlhan Baran al piano.
Entre els anys 1987-1989, va estudiar piano amb Jean-Claude Vanden Eynden i composició amb Jacqueline Fontyn al Reial Conservatori de Brussel·les com a becat de la Fundació Eczacıbası.
El 1989-1992 va continuar la seva formació musical a la "Chapelle Musicale Reine Elisabeth Virtuosity School", una institució internacional on es van formar joves músics amb talent a Bèlgica. El 1992 va guanyar el concurs "Nany Philippart" i la beca "Fulbright" i es va doctorar en piano amb Edward Auer a la Universitat d'Indiana amb una beca "Fulbright", treballant amb Don Freund en la composició.
En el camp del piano el 1995 "Fondation Belge de la Vocation" i el 1997 "J. & W. Premis Pelemans". Les seves composicions van ser guardonades amb el Premi Arthur de Greef de l'Acadèmia belga de Belles Arts el 1993 (amb els seus "Sis Preludis ve) i el Lutet Coupe de la Création Musicale" de l'Acadèmia de Lutéce de París. El 1996 va guanyar el "Premi SABAM" (amb la seva obra Contact II - Massspace)" al Concurs de música de cambra de Hulste-Bèlgica, i el 2000 va guanyar el segon premi del mateix concurs (amb la seva composició Varioactivité) i França amb Tour Le Tourneur "Semazen""- al Concurs de piano de música del segle XX a Orleans, (França), amb el primer premi "Irène Fuerison" de l'Acadèmia belga de belles arts el 2001 també el va guanyar.
Roman a Turquia durant 12 anys de començar el seu primer concert, i després anar a instal·lar-se a França, on a partir de Bèlgica, Alemanya, Argentina, Luxemburg, Portugal, Espanya, Itàlia, Anglaterra, Romania. Va continuar amb recitals, concerts amb orquestres i concerts de música de cambra a Hongria, Corea del Sud, la Xina i els Estats Units.
Dürrüoğlu ha estat professor de música de cambra al Reial Conservatori de Brussel·les des de 1994.